# Black Torch
Black Torch es una serie de manga japonesa escrita e ilustrada por Tsuyoshi Takaki. Fue serializada en la revista mensual Jump Square de Shueisha desde diciembre de 2016 hasta marzo de 2018, y más tarde en la plataforma digital Shōnen Jump+ de abril a julio de 2018. Una adaptación de la serie al anime producida por 100studio ha sido anunciada.

## Sinopsis
Jirō es un chico que posee la extraña capacidad de hablar con los animales. Criado por su abuelo, ha sido instruido desde pequeño en las artes ninja. Repudiado por sus compañeros por el hecho de ser diferente, Jirō encontró refugio en los animales, a los que convirtió en sus amigos y, ahora que es adolescente, se dedica a protegerlos. Es así como cierto día conoce a Ragō, un malherido gato negro al que acoge en su casa. Sin embargo, al despertar, descubrirá que este no es un gato común, sino un mononoke, uno de los muchos espíritus que, al parecer, habitan en el mundo de los humanos, y que además está siendo perseguido por una misteriosa organización. Ante tal panorama, Jirō no puede hacer otra cosa que lo que ha hecho siempre: ayudar a su nuevo amigo.

## Personajes
Jirō Azuma (我妻弐郎 Azuma Jirō?)
 Seiyū: Ryōta Suzuki
Rago (羅睺 Ragō?)
 Seiyū: Yōji Ueda
Ichika Kishimojin (鬼子母神一華 Kishimojin Ichika?)
 Seiyū: Sayaka Senbongi
Reiji Kirihara (桐原零司 Kirihara Reiji?)
 Seiyū: Junya Enoki

## Contenido de la obra

### Manga
Black Torch está escrito e ilustrado por Tsuyoshi Takaki. Se publicó en Jump Square de Shueisha del 31 de diciembre de 2016 al 2 de marzo de 2018. Luego se transfirió a la plataforma en línea Shōnen Jump+ de Shueisha, y se serializó del 11 de abril al 11 de julio de 2018. Shueisha publicó sus capítulos en cinco volúmenes tankōbon, lanzados del 4 de abril de 2017 al 3 de agosto de 2018.
En América del Norte, Viz Media anunció el lanzamiento del manga en inglés en julio de 2017. El título estuvo disponible en su plataforma digital Shonen Jump en diciembre de 2018. Norma Editorial obtuvo la licencia de la serie en España.

#### Lista de volúmenes
| Volúmenes de manga publicados | Volúmenes de manga publicados | Volúmenes de manga publicados | Volúmenes de manga publicados | Volúmenes de manga publicados |
| Número                        | Fecha de lanzamiento          | ISBN                          | Fecha de publicación          | ISBN                          |
| ----------------------------- | ----------------------------- | ----------------------------- | ----------------------------- | ----------------------------- |
| 1                             | 4 de abril de 2017            | ISBN 978-4-08-881097-3        | 5 de abril de 2019            | ISBN 978-84-679-3597-4        |
| 2                             | 4 de agosto de 2017           | ISBN 978-4-08-881139-0        | 5 de mayo de 2019             | ISBN 978-84-679-3598-1        |
| 3                             | 4 de diciembre de 2017        | ISBN 978-4-08-881291-5        | 5 de junio de 2019            | ISBN 978-84-679-3599-8        |
| 4                             | 4 de abril de 2018            | ISBN 978-4-08-881391-2        | 5 de julio de 2019            | ISBN 978-84-679-3600-1        |
| 5                             | 3 de agosto de 2018           | ISBN 978-4-08-881541-1        | 5 de agosto de 2019           | ISBN 978-84-679-3601-8        |

### Anime
En marzo de 2025, en la Emerald City Comic Con, se anunció que el manga recibiría una adaptación al anime. La serie está producida por 100studio y dirigida por Kei Umabiki, con guiones de Gigaemon Ichikawa, diseños de personajes de Gō Suzuki y música compuesta por Yutaka Yamada. La serie está licenciada por Viz Media.

## Recepción
En 2019, Black Torch fue uno de los títulos de manga que se clasificaron en el "Top 10 de novelas gráficas para adolescentes" por la Young Adult Library Services Association (YALSA) de la Asociación de Bibliotecas de Estados Unidos.
Rebecca Silverman de Anime News Network le dio al primer volumen una B, elogiando la dinámica de los personajes y los recursos de la historia, pero criticó su inicio apresurado y la falta de desarrollo de los personajes. Señaló que el estilo artístico de Takaki se parece al de Tite Kubo (Bleach) y otros autores de la Weekly Shōnen Jump, pero sin ser una imitación de ninguno de ellos. Silverman concluyó: "Si estás de humor para una nueva serie de acción shounen, vale la pena echarle un vistazo a esta, porque una vez que resuelva sus problemas, definitivamente podría llegar lejos".